# Stéphane Boutel
 (décembre 2018).
Stéphane Boutel, né le 4 mars 1964 à Rouen, est un dessinateur de bande dessinée français, de style réaliste.

## Biographie
Stéphane Boutel entame sa carrière par des participations aux albums collectifs La Cour des Grands. Pour la collection « Histoires des Villes » (Éditions Le Téméraire), il réalise ses premiers travaux en solo avec Versailles de Louis XIII à nos jours , publié en 1996 sur un scénario d'Olivier Gilleron. Il prend la suite de Jean-Marc et Éric Stalner pour dessiner trois volumes de la série Le Boche entre 2000 et 2002, sur un scénario de Daniel Bardet. Sur un scénario de Thierry Mattera, Boutel dessine les deux volumes de Destins croisés (2004-2006), série prévue à l'origine en quatre albums. L'accueil critique est froid sur BD Gest, Actua BD et Planète BD.
En 2010, de nouveau avec Mattera, Boutel réalise une commande publicitaire pour le Crédit Agricole : Les Charentais et la mer.
Boutel participe à la série de bande dessinée historique sur Rouen (Éditions Petit à Petit) pour les volumes deux (2016), trois (2017) et quatre (2018). Il participe en parallèle à une série collective sur Le Havre (2017, Éditions Petit à Petit).

## Œuvre

### Albums
- Le Boche, scénario de Daniel Bardet, Glénat, collection Grafica

7. La Route mandarine, 2000  (ISBN 2-7234-2998-9)
8. La Fée brune, 2001  (ISBN 2-7234-3380-3)
9. L'Affaire Sirben, 2002  (ISBN 2-7234-3726-4)
- Versailles de Louis XIII à nos jours, scénario d'Olivier Gilleron, Le Téméraire, 1996  (ISBN 2-908703-51-3)
- Destins croisés, scénario de Thierry Mattera, Glénat, collection Grafica

1. Nectar Mortel, 2004  (ISBN 2-7234-4326-4)
2. Requiem pour un tueur, 2006  (ISBN 2-7234-5110-0)

- Rouen, de Rougemare à Jeanne d'Arc, scénario d'Olivier Petit, Éditions Petit à Petit, 2016